# Nicholas Bonfanti
Nicholas Bonfanti, né le 28 mars 2002 à Seriate en Italie, est un footballeur italien, qui évolue au poste d'attaquant.

## Carrière

### En club
Né à Seriate dans la province de Bergame en Italie, Nicholas Bonfanti commence le football dans le club du Virtus Bergamo 1909 avant de rejoindre le centre de formation de l'Inter Milan.
Le 14 juillet 2021, Nicholas Bonfanti rejoint librement le club de Modena. Il signe un contrat courant jusqu'en juin 2024. Il se fait remarquer le 28 septembre 2021 en réalisant le premier doublé de sa carrière, lors d'une rencontre de championnat face au Cesena FC. Titulaire, il permet ce jour-là à son équipe de s'imposer (1-2 score final).
Le 12 janvier 2024, Nicholas Bonfanti s'engage en faveur du Pise SC.

### En équipe nationale
Avec l'équipe d'Italie des moins de 17 ans, il se fait remarquer le 26 mars 2019 en inscrivant un doublé face à l'Autriche, contribuant à la victoire de son équipe (1-4).
Il participe ensuite au championnat d'Europe des moins de 17 ans en 2019 qui se déroule en Irlande. Il joue quatre matchs lors de cette compétition. Il se distingue le 4 mai en marquant un but lors de la victoire des siens face à l'Allemagne (1-3). Son équipe atteint la finale face aux Pays-Bas. Il participe à cette rencontre mais l'Italie s'incline ce jour-là (4-2).
En février 2020, Bonfanti est convoqué pour la première fois avec les moins de 18 ans.

## Palmarès

### En sélection
- Finaliste du championnat d'Europe des moins de 17 ans en 2019 avec l'équipe d'Italie des moins de 17 ans.